# Kosare (langue)
Le kosare (ou kosadle) est une langue papoue parlée en Indonésie, dans la province de Papouasie.

## Classification
Voorhoeve (1975) classe le kosare dans une famille rassemblant les langues kaure-narau et le kapori. Hammarström rejette cette proposition reposant sur des correspondances dans le vocabulaire qu'une étude de 2006 a montrées comme étant peu probantes. Il considère le kosare comme étant une langue isolée.

## Sources
- (en) Harald Hammarström, Robert Forkel, Martin Haspelmath, Sebastian Bank, Glottolog, Kosadle.